# هيلينيو هيريرا
هيلينيو هيريرا (بالإسبانية: Helenio Herrera Gavilán)‏ مدرب كرة قدم أرجنتيني المولد، ولد عام 1910 درب عدة اندية إسبانية  مثل ريال بلد الوليد وأتلتيكو مدريد وإشبيلية قبل أن يحط الرحال لتدريب نادي برشلونة بين عامي 57- 60 حقق خلال تلك الفترة 5 القاب للنادي، بعدها قام بتدريب نادي إنتر ميلان الإيطالي لمدة 8 سنوات وحتى عام 1968 حقق عدة ألقاب أهمها لقبي دوري أبطال أوروبا عامي 1964 و1965، وبعدها بما يقارب أكثر من عشرة أعوام عاد مجدداً لتدريب نادي برشلونة 79- 81  حقق النادي خلال تلك الفترة كأس إسبانيا. وأضافة لإسبانيا درب عدة اندية أوروبية أشهرها انتر ميلان

## روابط خارجية
- هيلينيو هيريرا على موقع قاعدة بيانات كرة القدم.إي يو (الإنجليزية)
- هيلينيو هيريرا على موقع ليكيب (الفرنسية)
- هيلينيو هيريرا على موقع عالم كرة القدم.نت (الإنجليزية)